# INNA en Concert Tour
INNA en Concert è il primo tour mondiale della cantante rumena Inna, atto a promuovere il suo album di debutto, Hot, ed il suo seguito, I Am the Club Rocker.

## Artisti d'apertura
- Play & Win
- Akcent
- Alex Velea

## Scaletta
Atto 1Dressing-Up
1. "Intro" / "Sun Is Up"
2. "10 Minutes"
3. "Hot"
4. "Love" (alcune date)
5. "No Limit" / "Señorita"
6. "Don't Let the Music Die" (alcune date)
7. "Rhythm Is a Dancer" (alcune date)
8. "I Love Rock 'n' Roll" (alcune date)
9. "Un Momento" (alcune date)

Atto 2Party
1. "Wow" (solo in Messico)
2. "Interlude/ If You Didn't Love Me"
3. "International Medley:" (solo in Romania)
  1. "Use Somebody"
  2. "Grenade"
  3. "The Time (Dirty Bit)"
  4. "Born This Way"
4. "Déjà Vu"
5. "Amazing"
6. "Put Your Hands Up" (solo in Messico)
7. "Moon Girl" (solo in Messico)
8. "Oare" (solo in Romania)
9. "Club Rocker" (a partire dal 17 maggio)

Atto 3After-Party
1. "We're Going In the Club" (febbraio e marzo)
2. "I Gotta Feeling"
3. "Hot"
4. "Disco Romancing" (solo in Francia)

Encore
1. "Endless"
2. "Sun Is Up"

## Date del tour e incassi
| Europa            |                          |             |                            |  |  |
| 18 febbraio 2011  | Bourg-et-Comin           | Francia     | Le Coccoon Club            |  |  |
| 19 febbraio 2011  | Rungis                   | Francia     | Le Loft Club               |  |  |
| 21 febbraio 2011  | Bordeaux                 | Francia     | Macumba Club               |  |  |
| 25 febbraio 2011  | Brumath                  | Francia     | Cube Club                  |  |  |
| 26 febbraio 2011  | Saint-Julien-en-Genevois | Francia     | Macumba                    |  |  |
| 4 marzo 2011      | Montrevel-en-Bresse      | Francia     | La Clé de Chants           |  |  |
| 5 marzo 2011      | Clermont-Ferrand         | Francia     | La B Box Club              |  |  |
| 11 marzo 2011     | Tolosa                   | Francia     | Club Rouge                 |  |  |
| 12 marzo 2011     | Châlons-en-Champagne     | Francia     | L'Alegra Club              |  |  |
| 15 marzo 2011     | Parigi                   | Francia     | VIP Room Theatre           |  |  |
| 18 marzo 2011     | Istanbul                 | Turchia     | Taksim Club IQ             |  |  |
| 26 marzo 2011     | Melle                    | Germania    | Sfera Grand Club           |  |  |
| 2 aprile 2011     | Lleida                   | Spagna      | Discoteca Big Ben          |  |  |
| 15 aprile 2011    | Cannes                   | Francia     | Concert Hall               |  |  |
| Asia              |                          |             |                            |  |  |
| 21 aprile 2011    | Haifa                    | Israele     | Parco                      |  |  |
| Europa            |                          |             |                            |  |  |
| 28 aprile 2011    | Gerona                   | Spagna      | Discoteca Colossos         |  |  |
| 9 maggio 2011     | Trebisonda               | Turchia     | Water Paradise Hotel       |  |  |
| 17 maggio 2011    | Bucarest                 | Romania     | Arenele Romane             |  |  |
| 26 maggio 2011    | Ankara                   | Turchia     | Ankara Arena               |  |  |
| 28 maggio 2011    | Gaziantep                | Turchia     | Antep Arena                |  |  |
| 29 maggio 2011    | Antalya                  | Turchia     | Rixos Sungate              |  |  |
| 30 maggio 2011    | Antalya                  | Turchia     | Aura Club                  |  |  |
| 4 giugno 2011     | Gerona                   | Bulgaria    | Battenberg Square          |  |  |
| 15 giugno 2011    | Londra                   | Inghilterra | Heaven Nightclub           |  |  |
| 24 giugno 2011    | Lubiana                  | Slovenia    | Stadium Ilirija            |  |  |
| 9 settembre 2011  | Novi Sad                 | Serbia      | SPC Vojvodina              |  |  |
| 11 settembre 2011 | Kemer                    | Turchia     | Rixos Sungate & Aura Club  |  |  |
| 25 settembre 2011 | Ibiza                    | Spagna      | Amnesia Nightclub          |  |  |
| 1º ottobre 2011   | Bruxelles                | Belgio      | B Club                     |  |  |
| Nord America      |                          |             |                            |  |  |
| 6 ottobre 2011    | Puebla                   | Messico     | Explanada Rafael Sanchez L |  |  |
| 7 ottobre 2011    | Città del Messico        | Messico     | Six Flags Mexico           |  |  |
| 8 ottobre 2011    | Guadalajara              | Messico     | Explanada Lopez Mateos     |  |  |
| 9 ottobre 2011    | Querétaro                | Messico     | Ecocentro                  |  |  |
| Europa            |                          |             |                            |  |  |
| 27 ottobre 2011   | Dortmund                 | Germania    | Westfalenhallen            |  |  |
| 26 novembre 2011  | Parigi                   | Francia     | Palais Bercy               |  |  |
| 10 dicembre 2011  | Milano                   | Italia      | Discoteca Fellini          |  |  |
|                   |                          |             |                            |  |  |